# Diane et Callisto (Titien)
Pour les articles homonymes, voir Diane et Callisto.
Diane et Callisto est un tableau réalisé entre 1556 et 1559 par l'artiste vénitien Titien. Il mesure 187 × 204,5 cm et est conservé  à la National Gallery à Londres depuis 2012.
Une version plus tardive est exposée au Musée d'Histoire de l'art de Vienne.

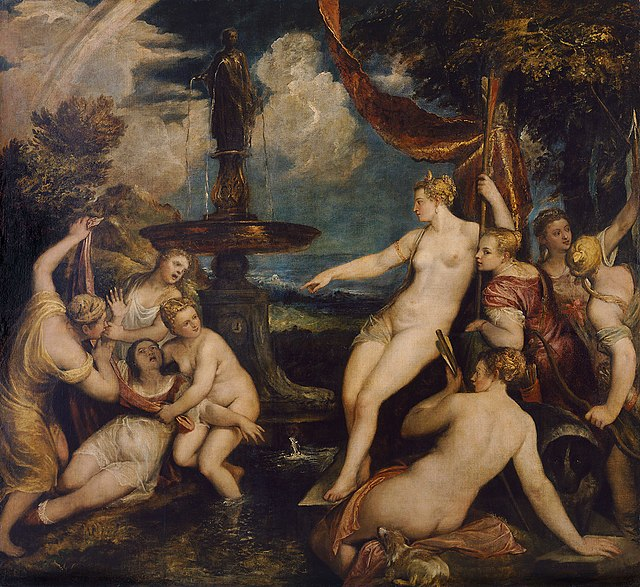
Version du Musée d'Histoire de l'art de Vienne (1566).

## Thème mythologique
Le tableau représente le moment où la déesse Diane découvre que sa nymphe préférée Callisto n'est plus chaste, car enceinte de Jupiter.